# 차치구

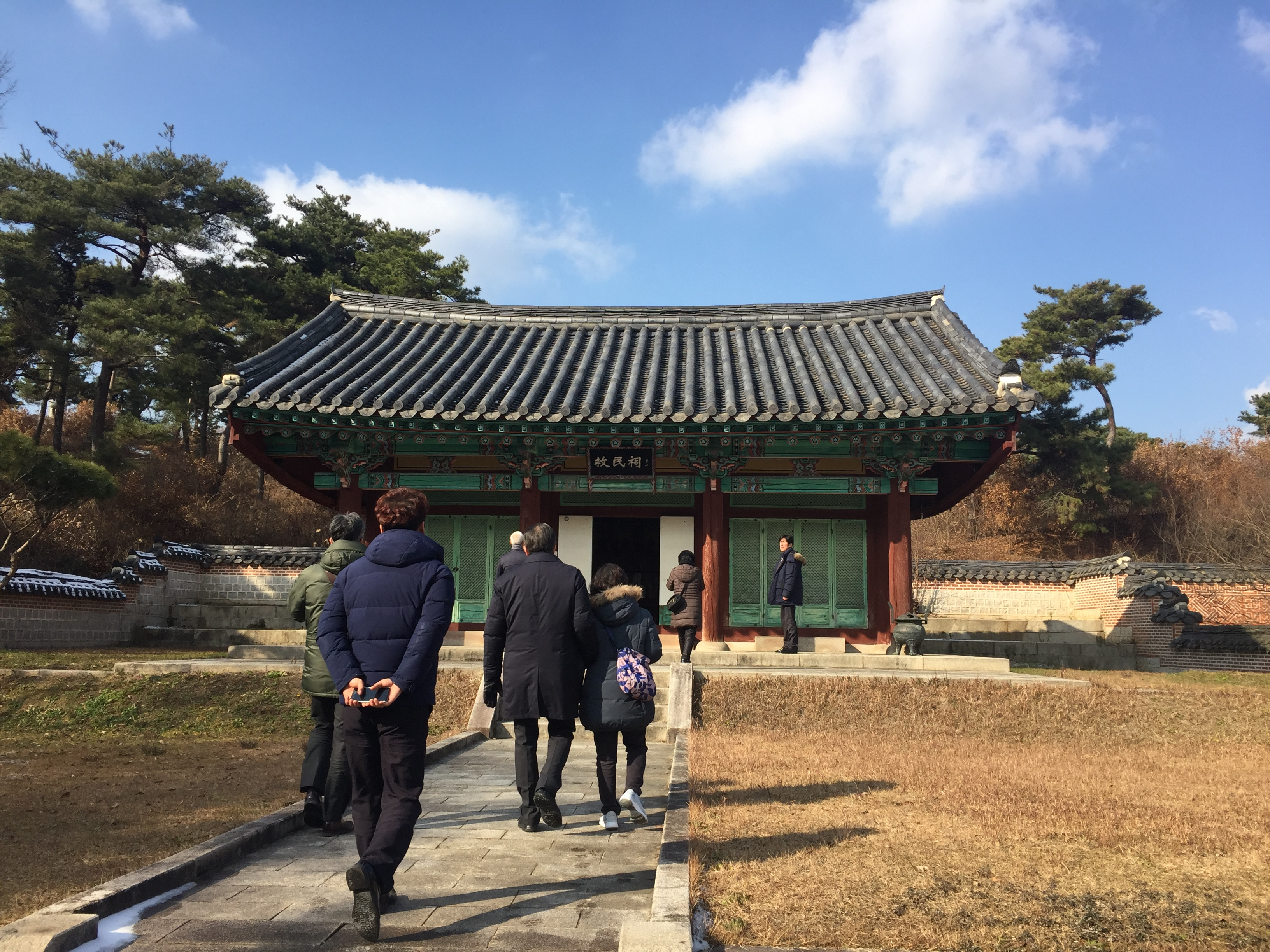
구민사 - 황토현전투에 참여한 차치구와 손화중을 비롯해 여러 사람의 농민군의 위패가 모셔져 있다.

차치구(車致九, 1851년 ~ 1894년 12월 29일(음력 3월 30일))는 조선 말기의 동학 지도자이다.

## 생애
1894년 동학 농민 운동 당시 전봉준과 함께 보국안민(輔國安民)의 명분을 내걸고 농민군을 이끌었다. 전라북도 정읍시 입암면 대흥리에서 출생하였으며, 본관은 연안(延安), 본명은 중필(重弼), 자(字)는 치구(致九)이다. 흥덕(지금의 고창)의 동학 접주였던 차치구는 기골이 7척 거구 로, 1척은 30cm이니까 키가 약 180cm정도로 컸다. 그는 가난한 농부의 아들로 태어나 평소에 불의를 보면 참지 못했다. 농민들이 가혹한 고리대로 힘들어하면 이를 정리해 주고, 억울한 송사를 풀어 주거나 지방 관리가 강제로 빼앗은 장지(葬地)를 되돌려 주는 일도 마다하지 않았다. 대흥리에 살 때 천석꾼 부자인 임 감역이 일부 양반들에게 소작을 주었으나 소작료를 내지 않자, 차치구에게 그들에게서 못 받은 소작료를 받아서 모두 쓰라고 했다. 이에 차치구는 그들을 모아 놓고 호통을 쳐서 소작료를 받아 다른 소작인들에게 술과 고기를 대접하고, 나머지는 가난한 사람들에게 나누어 주었다. 이렇게 주민들의 어려운 일을 도맡아 해결해 주면서 신망을 얻었던 차치구는 전봉준의 끈질긴 권유로 전봉준과 함께 고부 관아 습격을 사전 모의했던 20인방 중의 한 명이 되었고, 1894년 녹두장군 전봉준이 정읍 고부에서 1차로 봉기하자 함께했다. 이때 차치구는 당시 정읍에서 농민군 1,200여 명을 이끌고 동학군의 두령으로 참전하였다. 손여옥과 함께 정읍 두령을 맡았으며, 동학군에서 정읍 두령은 ‘녹두장군 직할부대’였다. 전주화약(全州和約)으로 전라도에 자치적 행정조직인 집강소가 설치되자 고영숙이 고창 흥덕에 집강소를 설치하려 하였다. 그러나 현감인 윤석진이 완강하게 이를 거부하면서 고영숙을 잡아 가두었다. 정읍에서 이 소식을 들은 차치구는 흥덕으로 쳐들어가 윤석진을 생포하고 고영숙을 석방시킨 후 윤석진을 처형하려 했다. 그러나 고영숙이 말리는 바람에 살려 주었다. 이후 동학농민군은 2차 봉기 때는 함께 두령을 맡아 출전했던 손여옥과 정읍에서 농민군 5,000명을 이끌고 참전했으며, 공주와 원평, 태인에서 전봉준과 관군과 일본군에 맞서 싸웠다. 전봉준과 농민군은 1894년에 명성황후 시해에 적극 가담했던 친일파 이두황이 이끄는 관군과 일본군에 밀려 공주 우금치 전투에서 패하고, 그 후 다시 태인 전투에서 크게 패하자 주력 부대가 해산했다. 차치구는 전봉준이 태인 전투를 끝으로 부하 10여 명을 데리고 장성의 입암산성과 백양사를 거쳐 순창 피노리에서 숨어 지낼 때 아들 차경석과 함께했다.
차치구는 전봉준을 그의 집으로 모신 뒤 그의 곁을 지켰다. 전봉준은 다시 전력을 가다듬고 재기하기 위해 순창으로 향하여 김개남과 만나기로 했으나 김개남이 잡히고, 다음 날 자신도 붙잡혔다. 차치구는 정읍의 국사봉에서 피신해 있었는데, 친구의 밀고로 붙잡혀 자신이 살려준 윤석진에 붙잡혔으며 사형 명령에 따라 분살형을 당했다.  차치구의 나이 44세였다. 차치구의 아들 차경석은 당시 15세의 나이였는데, 분살당한 아버지의 시신을 수습해 정읍 대흥리로 모시고 와 장사지냈다. 그의 위패는 황토현전투에 함께 참전했던 농민군과 함께 구민사에 모셔져 있다. 차경석은 훗날 강증산을 만나 도통을 이어 받아 보천교의 교주가 되며, 상해임시정부의 김구에게 독립운동 자금과 김좌진 장군의 북로군정서에 많은 군자금을 조달하였고 물산장려운동의 선구라 할 수 있는 자급자족운동, 민족대학설립 등 민족의 교육에도 힘썼다. 훗날 김구는 보천교에 큰 빚을 졌다고 말했으며, 김좌진 장군은 청산리전투로 일제의 감시가 심해 군자금을 모집하기 힘들었으나, 보천교의 자금으로 군대를 재정비할 수 있었다. 일제는 법령상 불교, 기독교, 신도 이외의 종교를 모두 유사종교라는 굴레를 씌워 보천교를 탄압했다. 보천교가 우리나라의 독립운동과 민족성 고취, 반일성에 큰 기여를 한다고 생각했기 때문이었다. 이러한 보천교의 독립운동과 민족운동은 일제의 이간질과 술책으로 역사 속에 한낱 사이비종교로 치부하도록 만들었으며, 이러한 시각은 21세기인 지금까지 이어져 오고 있다.

## 관련 서적
- 이이화, 《파랑새는 산을 넘고》 (김영사, 2008)
- 김철수, 《잃어버린 역사, 보천교》 (상생출판, 2017)
- 김재영, 《일제강점기 보천교(普天敎)의 민족운동》
- 김화성, 《오매! 징허고 오지게 살았네 전라도 천년》, 186-187쪽.
- 박종렬, 《차천자의 꿈, 시국》 (장문산, 2001)